# Vanaea plagiochiloides
Vanaea plagiochiloides är en bladmossart som först beskrevs av Inoue et Gradst., och fick sitt nu gällande namn av Inoue et Gradst.. Vanaea plagiochiloides ingår i släktet Vanaea och familjen Scapaniaceae. Inga underarter finns listade i Catalogue of Life.